# Botschaftsgedenkstein

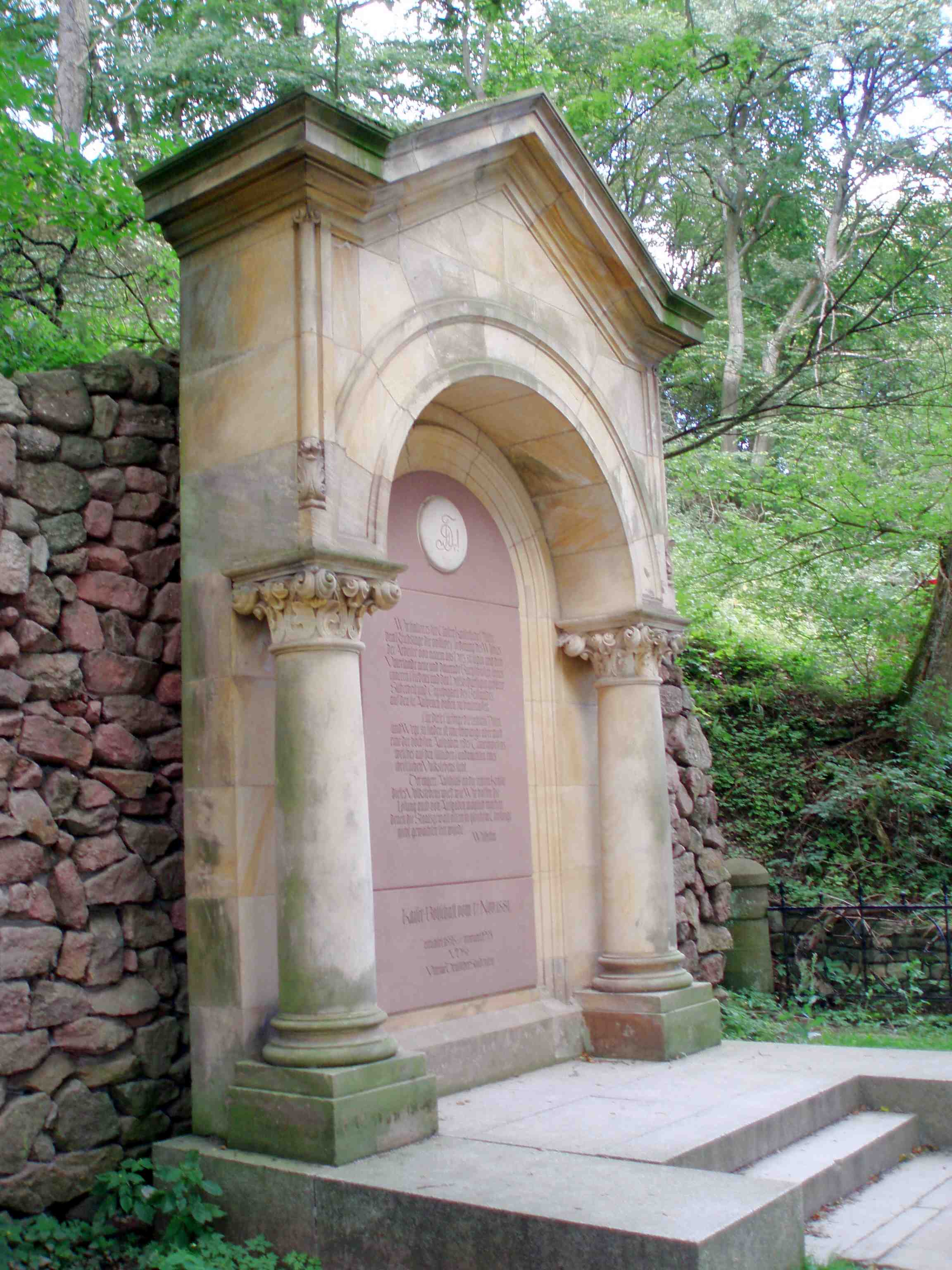
Denkmal an die Kaiserbotschaft

Der Botschaftsgedenkstein der Vereine Deutscher Studenten ist ein Denkmal und befindet sich im Kyffhäusergebirge bei Bad Frankenhausen/Kyffhäuser in Thüringen. Er befindet sich am Eingang zum Kyffhäuserdenkmal (auch Barbarossadenkmal oder Kaiser-Wilhelm-Nationaldenkmal).
Die Lösung der sozialen Frage zählte für den Kyffhäuser-Verband der Vereine Deutscher Studenten (VVDSt) bei dessen Gründung am 8. August 1881 zu den bedeutendsten Zielen. Daher nahmen die Vereine am 17. November 1881 die „Sozialbotschaft“ Kaiser Wilhelms I. begeistert auf, dessen vor dem Reichstag verkündete Forderung nach Fürsorge für die deutsche Arbeiterschaft den Grundstein für die deutsche Sozialpolitik legte. Die VDSter widmeten einen großen Teil ihrer praktischen Arbeit (Durchführung von Arbeiterbildungskursen und Teilnahme an Krankenpflegekursen) und theoretischen Arbeit (interne und öffentliche Vorträge, Besuch von Fabriken) der sozialen Frage. Ende der 1880er Jahre war es den VDStern damit gelungen, innerhalb der Studentenschaft die Aufmerksamkeit auf dieses Problem zu lenken. Äußeres Zeichen dieses Engagements war die Errichtung des so genannten „Botschaftsgedenksteins“. Dieser zeigte einen Teil des Textes der Kaiserlichen Botschaft auf einer Bronzetafel, die von einem romanischen Bogen umgeben war. Mit dem Botschaftsgedenkstein weihte der Kyffhäuser-Verband am 8. August 1896 ein in seiner Aussage einzigartiges Denkmal ein. Bis zum Juni 1960 verblieb die Bronzetafel an ihrem Bestimmungsort, bis sie im Auftrag des Rates des Kreises demontiert und zerstört wurde. Anstelle der Bronzetafel wurde im romanischen Bogen des Denkmals ein Übersichtsplan der Wanderwege am Kyffhäuser angebracht.
Nachdem auf der Verbandstagung des VVDSt 1992 einem Antrag des VDSt zu Leoben, den Botschaftsgedenkstein als ein zentrales Symbol des Verbandes zu erneuern, mit großer Mehrheit zugestimmt worden war, wurde im Rahmen der Verbandstagung am 5. Juni 1993 eine neu angebrachte Sandsteinplatte am Botschaftsgedenkstein enthüllt. Der heutige Text auf dem Botschaftsgedenkstein lautet:
Wir halten es für Unsere kaiserliche Pflicht,
dem Reichstage die positive Förderung des Wohles
der Arbeiter von neuem ans Herz zu legen und dem
Vaterlande neue und dauernde Bürgschaften seines
inneren Friedens und den Hilfsbedürftigen größere
Sicherheit und Ergiebigkeit des Beistandes,
auf den sie Anspruch haben, zu hinterlassen.

Für diese Fürsorge die rechten Mittel
und Wege zu finden, ist eine schwierige, aber auch
eine der höchsten Aufgaben jedes Gemeinwesens,
welches auf den sittlichen Fundamenten eines
christlichen Volkslebens steht.

Der engere Anschluß an die realen Kräfte
dieses Volkslebens wird, wie Wir hoffen, die
Lösung auch von Aufgaben möglich machen,
denen die Staatsgewalt allein in gleichem Umfange
nicht gewachsen sein würde.

Wilhelm